# Zoran Terzić

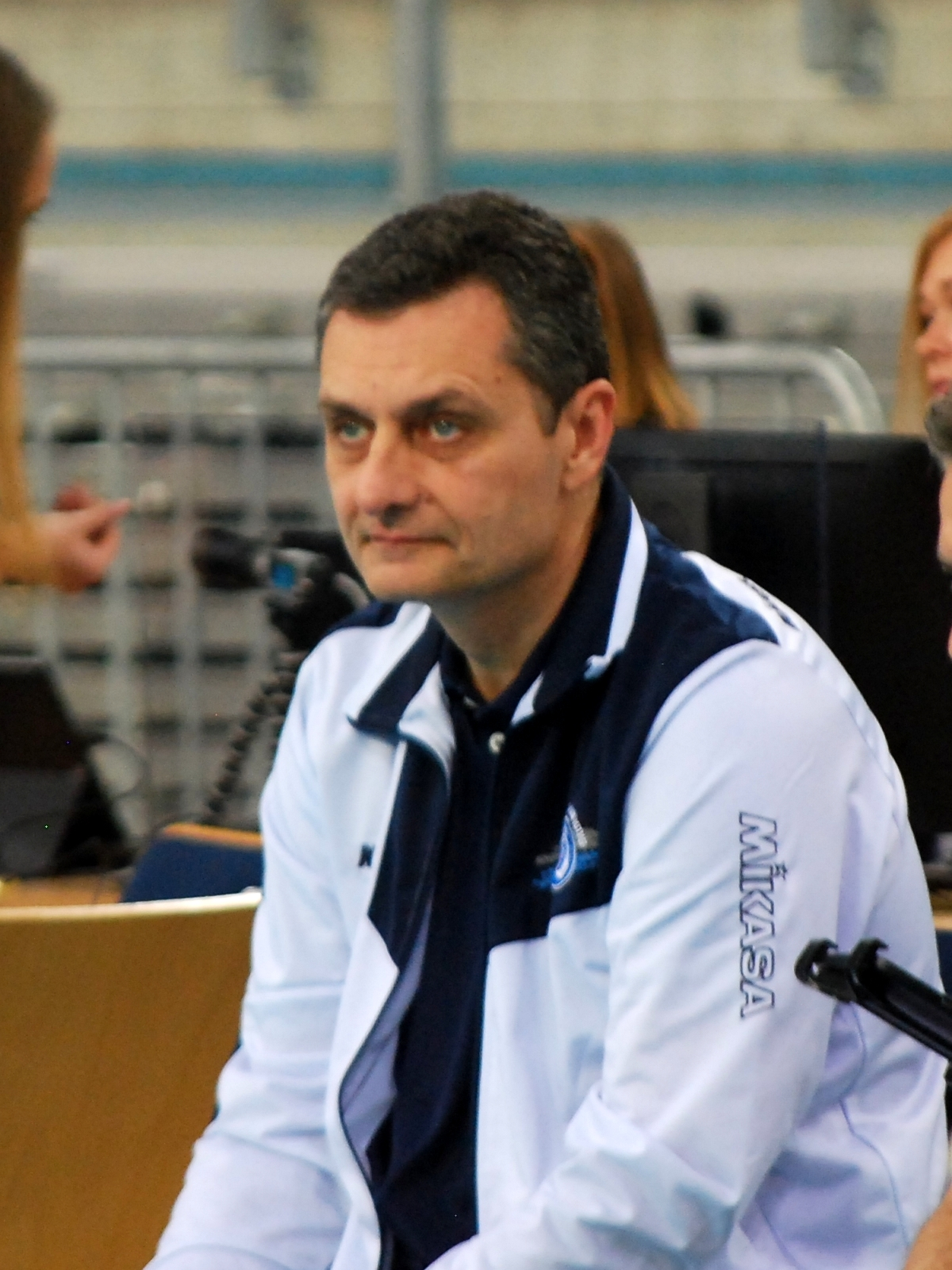
Zoran Terzić trenerem Dinama Moskwa

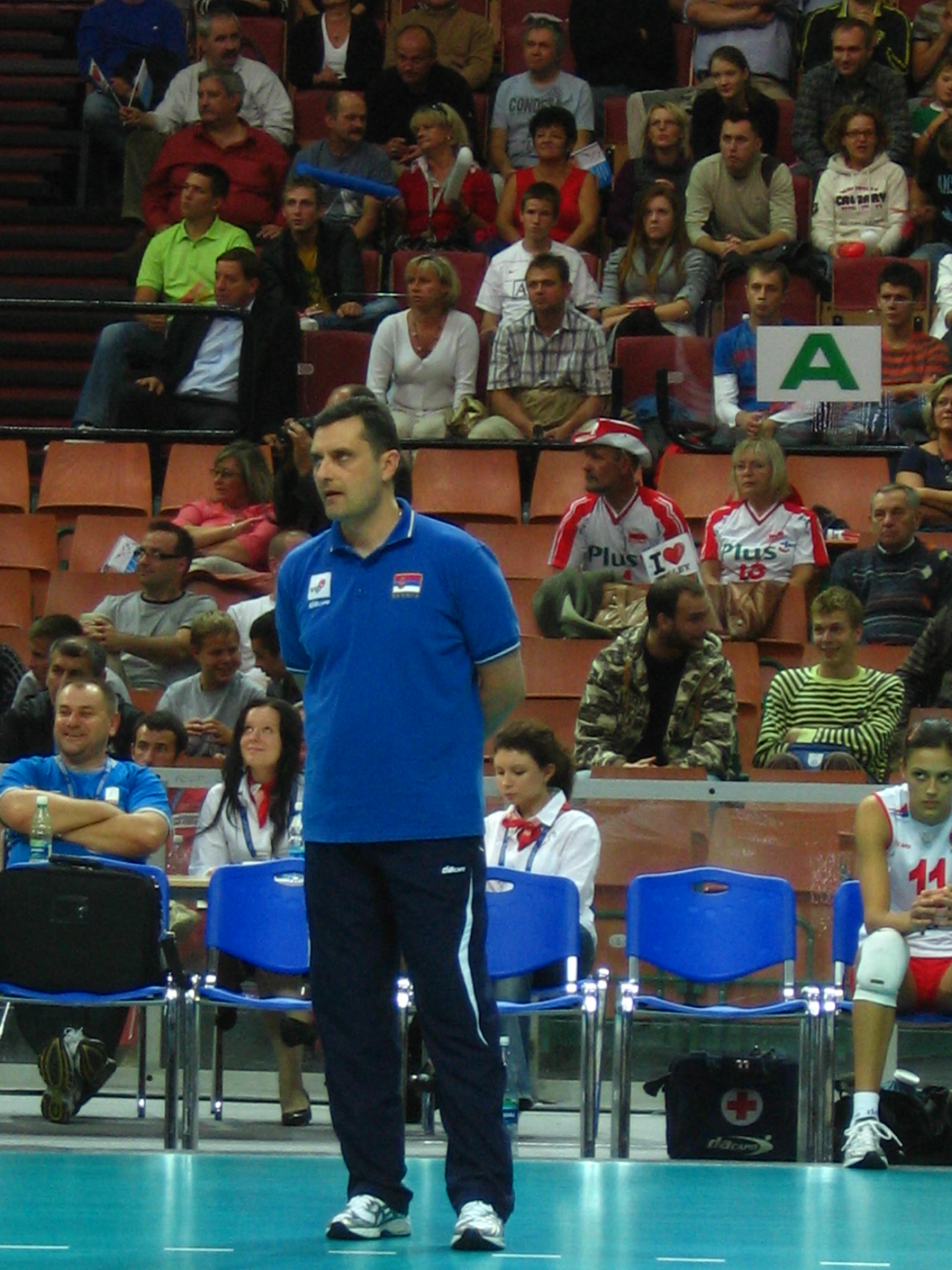
Zoran Terzić trenerem reprezentacji Serbii w 2010 roku

Zoran Terzić (serbs. Зоран Терзић) (ur. 9 lipca 1966 w Belgradzie) – serbski siatkarz, a obecnie trener siatkarski.

## Sukcesy trenerskie

### klubowe
Puchar Serbii i Czarnogóry:
- 2002

Mistrzostwo Serbii i Czarnogóry:
- 2002, 2003, 2004
- 2005

Puchar Rumunii:
- 2007, 2008, 2009, 2012, 2016

Mistrzostwo Rumunii:
- 2007, 2008, 2009, 2010
- 2016
- 2012

Mistrzostwo Rosji:
- 2018
- 2013, 2014

Superpuchar Szwajcarii:
- 2016

Puchar Szwajcarii:
- 2017

Mistrzostwo Szwajcarii:
- 2017

Klubowe Mistrzostwa Świata:
- 2017, 2021

Superpuchar Rosji:
- 2017

Mistrzostwo Turcji:
- 2023[6]
- 2021, 2022[7]
- 2019

Superpuchar Turcji:
- 2022[8]

### reprezentacyjne
Mistrzostwa Świata:
- 2018
- 2006

Mistrzostwa Europy:
- 2011, 2017, 2019
- 2007, 2021
- 2015

Letnia Uniwersjada:
- 2009

Liga Europejska:
- 2009, 2010, 2011
- 2012

Grand Prix:
- 2011, 2013, 2017

Igrzyska Europejskie:
- 2015

Puchar Świata:
- 2015

Igrzyska Olimpijskie:
- 2016
- 2020